# Đa Phước
Đa Phước is een xã in het district An Phú, een van de districten in de Vietnamese provincie An Giang in de Mekong-delta. Ligt vlak bij de grens met Cambodja en ligt op een riviereiland in de Hậu.